# Al-Dżauzijja
Al-Dżauzijja (arab. الجوزية) – miejscowość w Syrii, w muhafazie Hama. W 2004 roku liczyła 2434 mieszkańców.